# Jérôme-Pélagie Masson de Meslay
Jérôme-Pélagie Masson de Meslay, né en 1742 et mort le 6 février 1798, est un magistrat, président en la Chambre des comptes de Paris, musicien amateur et franc-maçon. Il a été exercé dans deux concerts d’amateurs parisiens et possédé une riche bibliothèque de musique.

## Biographie
Jérôme-Pélagie Masson de Meslay est issu d'une famille de marchands bourgeois et de magistrats, établie à Orléans depuis la fin du XVIe siècle, et enrichie durant le XVIIe siècle dans le commerce des Indes et l’affinage des sucres. L’anoblissement de la famille intervient avec Antoine Masson (1653-1742), seigneur de Plissay et des Montées, qui achète en 1724 la charge anoblissante de secrétaire du roi. Son fils Antoine-Lambert Masson (1696-1779), revient d'Espagne en 1730 après avoir fait fortune à Cadix, achète la seigneurie de Meslay-le-Vidame en 1734, est titré comte de Meslay en avril 1737 et devient président en la Chambre des comptes de Paris. En 1744, il se marie en communauté de biens avec Michelle Pétronille Mérault, comtesse de la Grève, dame de la Grande Touche, fille de Jérôme Mérault, conseiller puis procureur général au Grand Conseil. De cette union naissent en 1742 Jérôme-Pélagie Masson de Meslay, puis Anne-Albertine-Antoinette Masson de Meslay (1744-1796), qui épousa en 1763 Charles Louis François de Paule de Barentin (1738-1819), premier président de la Cour des Aides et Garde des Sceaux en 1788-1789.
Jérôme Pélagie épouse en 1771 Laurence Marie Magon de La Balue, fille cadette de Jean-Baptiste Magon de La Balue, banquier du comte d'Artois puis banquier de la cour et fermier général, issu d’une puissante famille d’armateurs de Saint-Malo, et très lié à la famille royale. Jérôme Pélagie décède le 6 février 1798. Les archives de Chartres conservent son inventaire après décès. Le couple n’ayant pas eu d’enfant, Laurence-Marie fut héritière universelle de son mari, elle hérita donc du château de Meslay ainsi que de l’hôtel particulier parisien construit rue du Gros-Chenet entre cour et jardin au début du XVIIIe siècle (actuellement 32, rue du Sentier). Par succession, le château et l’hôtel passèrent ensuite à Charles Louis François de Paule de Barentin, beau-frère de Jérôme-Pélagie.
On possède de lui un portrait, à l’âge de cinquante ans environ, dessiné et gravé au « physionotrace » par Edme Quenedey des Ricets.

### Carrière
Antoine-Lambert Masson de Meslay fut maître en la Chambre des Comptes (1732), puis président en la même Chambre de 1736 à 1768, année où il devient président honoraire, s’étant démis en faveur de son fils. Jérôme-Pélagie est quant à lui reçu conseiller à la 2e Chambre des requêtes le 11 mars 1763, puis président en la Chambre des Comptes en survivance de son père, le 16 avril 1768. Entré en exercice le 6 juillet suivant, il cesse d’exercer en 1789 car il est dit en 1790 président honoraire. Jérôme Pélagie fut également Conseiller du roi en l’Hôtel de ville de Paris à partir du 19 avril 1774, en remplacement d’Anne Jean-Baptiste Goulard, décédé. Il se maintint à cette charge jusqu’en 1789. 
Antoine-Lambert et Jérôme-Pélagie Masson de Meslay purent agrandir et faire fructifier leur domaine de Meslay-le-Vidame et faire des investissements financiers avisés. Antoine-Lambert investit entre 1736 et 1761 sur des tontines ou des rentes sur le clergé, sur le roi, sur la Bourgogne. Les archives de la seigneurie de Meslay recensent la correspondance entre les maîtres et les régisseurs de leurs terres, et montrent qu’ils furent exigeants sur le respect des règles de vassalité (dénombrement, foi et hommages) envers les autres notables établis sur leur domaine. Père et fils investirent également dans plusieurs compagnies. L’on sait qu’en l’an IV Jérôme-Pélagie possédaient 85,5 actions dans la dernière Compagnie française des Indes, fondée en 1785, à laquelle son beau-père était également associé.

### Franc-maçonnerie
Jérôme-Pélagie était franc-maçon (chose peu originale pour un notable parisien de la fin du XVIIIe siècle). Il fut d’abord membre de la loge des Neuf Sœurs, loge bien documentée. Il fit partie des huit frères qui, le 7 avril 1778, furent chargés d’accueillir et de préparer Voltaire pour son initiation. Il fréquente ensuite la loge « L’Olympique de la parfaite estime », où sa présence est attestée entre 1783 et 1786, et dont il fait partie des premiers membres. Assez bien documentée jusqu’en 1789, cette loge comptait trente-neuf membres identifiés. Elle était à l’origine d’une société de concert appelée la Société Olympique, dont tous les membres devaient être maçons. Elle comptait en 1786 quatre cent trente-huit membres et était doublée d’une « loge d’adoption », qui permettait aux épouses des Frères d’assister aux concerts avec eux. Laurence-Marie Magon de La Balue, dite la « Présidente de Meslay », en faisait partie. Ces loges forment alors un réseau dense, lié par des intérêts communs dans les affaires et les finances, dans les métiers, et dans les familles. Les financiers, les intellectuels et les musiciens y étaient très représentés.[réf. souhaitée]

### Musicien amateur
L’absence de toute liste de membres du Concert des Amateurs (actif de 1769-1781) empêche de s’en assurer, mais le fait que Jérôme-Pélagie apparaisse parmi les souscripteurs de la Messe des Morts de François-Joseph Gossec publiée en 1780 laisse accroire qu’il faisait partie du Concert des Amateurs, dirigé par Gossec jusqu’en 1773 puis par Joseph Bologne de Saint-George, violoniste émérite. Après la cessation du Concert des Amateurs, Masson de Meslay alla jouer au Concert de la Société Olympique, dirigé encore par Saint-George, puis par Guillaume Navoigille, et par Giovanni Battista Viotti peut-être. Et là, sur la liste des musiciens datée de 1786, il apparaît au premier pupitre des seconds violons. On sait par ailleurs qu’il fréquentait l’opéra, où il fut d’ailleurs surpris en compromettante posture avec la demoiselle La Guerre, chanteuse des chœurs, en 1772.
L’épouse de Jérôme-Pélagie pratiquait quant à elle le chant et la guitare ; elle eut B. Vidal pour maître de guitare. La Bibliothèque municipale de Chartres possède un petit fonds de musique pour guitare qui provient de sa bibliothèque personnelle, distincte de celle de son mari.

### Musique et théâtre de société
Les Mémoires du marquis de La Maisonfort citent le château de Meslay-le-Vidame et précisent que Masson de Meslay (le fils au moins, mais peut-être le père aussi) réunissait périodiquement ses proches, des invités, et faisait venir de Paris des musiciens connus pour animer les soirées d’automne. On montait là des vaudevilles, des opéras comiques, on chantait des ariettes ou des romances. Masson de Meslay profitait activement de ses relations tissées à Paris dans les concerts d’amateurs et dans les loges pour attirer des musiciens à Meslay. Cette activité, appelée théâtre de société, est typique de la sociabilité des châteaux dans la seconde partie du XVIIIe siècle ; elle a été commentée et théorisée par Antoine-René de Voyer de Paulmy d'Argenson (1722-1787) dans son Manuel des châteaux (1779).

### La bibliothèque de musique

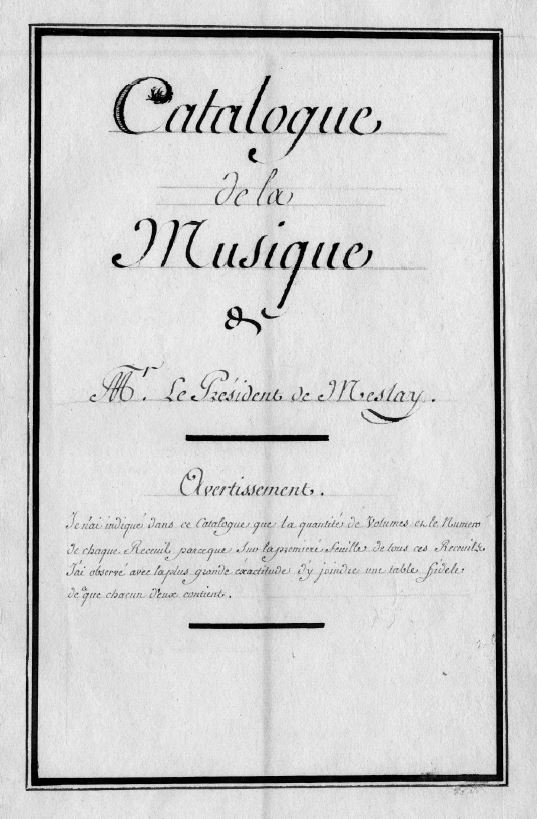
Page de titre du catalogue de la musique de J. P. Masson de Meslay (c) BM Chartres.

Masson de Meslay possédait une très riche bibliothèque de musique, dont il ne reste plus que le catalogue. Elle est riche d’environ 350 symphonies, 75 symphonies concertantes, 75 concertos pour divers instruments, 150 duos, 120 trios, 390 quatuors, 30 quintetti, 50 grands opéras et une douzaine d’opéras comiques. C’est donc une collection essentiellement axée vers la musique instrumentale, rédigée en 1788 avec des ajouts allant jusqu’à 1790. Un grand nombre d’œuvres pour la viole d’amour laisse entendre que Masson de Meslay a pu jouer de cet instrument, outre le violon. La totalité de cette bibliothèque a disparu.

## Masson de Meslay et les musiciens
Ci-dessous la liste des musiciens et compositeurs avec qui Masson de Meslay a été en rapport :
- Charles-Guillaume Alexandre : ce maître de violon dédie à Antoine-Lambert Masson de Meslay un recueil de symphonies en 1766. On peut supposer qu’il fut le maître de violon de Jérôme-Pélagie.
- Anton Bemetzrieder : il dédie à Jérôme-Pélagie une réédition de ses Méthode et réflexions sur les leçons de musique (1781). On sait par ailleurs que Masson de Meslay lui a prêté de l’argent à deux reprises avant sa fuite en Angleterre.
- Giuseppe Maria Cambini : il dédie à Masson de Meslay un recueil de symphonies en 1778.
- Luigi Cherubini : il fréquente les fêtes données à Meslay en automne 1786 ; il est aussi membre de la Loge olympique.
- Nicolas Dalayrac : il joue le premier violon dans les fêtes de Meslay en automne 1786. Il est également membre de la loge des Neuf Sœurs puis de la Loge olympique.
- Jean-Baptiste Davaux. Il fréquente les fêtes de Meslay à l’automne 1786, et dédie à Masson de Meslay un recueil de deux symphonies concertantes (vers 1787). Il est également membre de la loge des Neuf Sœurs.
- François Devienne : il fréquente les fêtes de Meslay en automne 1786 et est flûtiste dans l’orchestre de la Société olympique.
- Heinrich Domnich : ce célèbre corniste joue du cor dans les fêtes de Meslay en 1786.
- François-Joseph Gossec : chef du Concert des Amateurs, il a dirigé Masson de Meslay, qui souscrit à l’édition de sa Messe des morts en 1780[22]. La collection de Masson de Meslay possédait plusieurs de ses œuvres manuscrites, certaines non connues.
- Jean-Baptiste-Aimé Joseph Janson l’aîné : il dédie un recueil de sonates à Masson de Meslay en 1774. Il fréquente aussi la Loge des Neuf Sœurs.
- Rodolphe Kreutzer : ce compositeur fréquente les fêtes de Meslay en 1786.
- Jean Paul Égide Martini : il joue dans l’orchestre de Meslay en 1786.
- E. Poulain : ce maître de clavecin et d’orgue dédie en 1779 son œuvre II (Trios pour le clavecin ou le forte piano) à Masson de Meslay.
- B. Vidal : ce maître de guitare dédie deux recueils de pièces de guitare à Laurence Marie Magon de La Balue, épouse du Président de Meslay, dont l’une[23] porte les armes de Masson de Meslay et de Magon de La Balue au titre.